# Robert Brandy

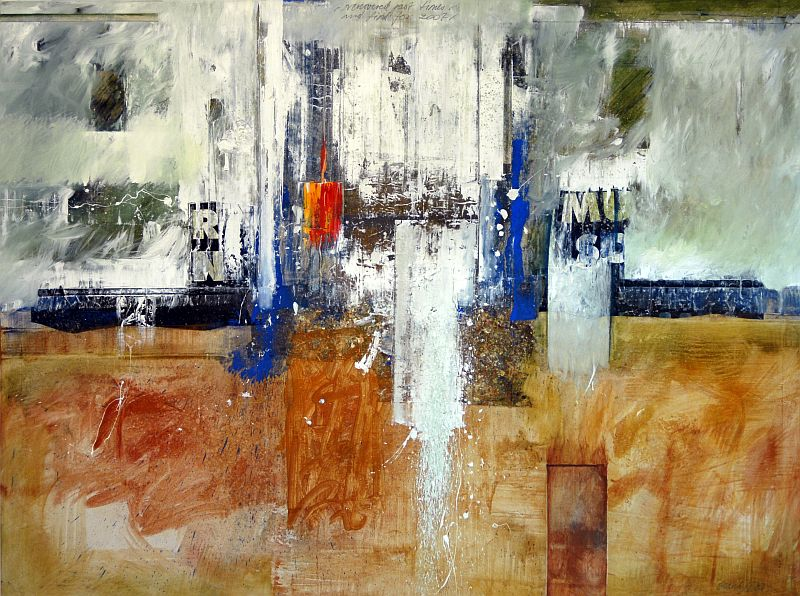
Overcovering past times (2007)

Robert Brandy, pseudoniem van Robert Brandenburger (Luxemburg-Stad, 1946), is een Luxemburgs beeldhouwer, graficus, installatiekunstenaar en kunstschilder. Hij werd eind 20e eeuw met Roger Bertemes en Lucien Wercollier gezien als een van de meest vooraanstaande figuren uit de hedendaagse kunst in Luxemburg.

## Leven en werk
Robert Brandy groeide op in Limpertsberg. Hij leerde technisch en industrieel tekenen aan het Institut Émile Metz, waar hij in 1964 zijn middelbareschooldiploma haalde. Na de militaire dienst werkte hij van 1968 tot 1972 in de telecommunicatie voor een luchtvaartmaatschappij. Hij kreeg daarnaast enige tijd schilderles van Ota Nalezinek (1969-1971). Na zijn studie aan de École des Beaux-Arts (1972-1976) in Aix-en-Provence vestigde hij zich als freelance kunstenaar in Luxemburg.
Brandy maakt schilderijen en zeefdrukken, waarbij hij geregeld de collagetechniek gebruikt, sculpturen en installaties. In 1980 werd hij lid van de kunstenaarsvereniging Cercle Artistique de Luxembourg. Sinds 1973 heeft Brandy meer dan 150 solotentoonstellingen gehad, daarnaast meer dan 100 groepstentoonstellingen in binnen- en buitenland. Tot zijn belangrijkste retrospectieven behoorden die in het theater van Esch-sur-Alzette (1992), het Centre de gravure et de l'image imprimée in La Louvière (1996), het Museum voor moderne en hedendaagse kunst (MAMAC) in Luik (2013) en het Musée National d'Histoire et d'Art (MNHA) in Luxemburg (2021). In 1980 werd hij lid van de kunstenaarsvereniging Cercle Artistique de Luxembourg. Sinds 1982 produceerde Brandy geregeld handgemaakte boeken in kleine oplagen, vaak in zeefdruk, in samenwerking met schrijvers als Fernando Arrabal, Mikis Theodorakis, Radu Vasile en Jean Pierre Verheggen.
Robert Brandy ontving meerdere prijzen voor zijn werk, waaronder in 1993 de Prix de Raville. Voor zijn inzet voor de Luxemburgse cultuur werd hij in 2020 benoemd tot ridder in de Orde van de Eikenkroon.

## Enkele werken
- Plafond van de universitaire bibliotheek in Luxemburg-Stad.
- Wandschildering in het cultureel centrum van Merl.

## Onderscheidingen
- 1988 - 1e prijs op de Quinquennale d'Art Moderne in Esch-sur-Alzette.
- 1993 - 1e prijs op de Quinquennale d'Art Moderne in Esch-sur-Alzette.
- 1993 - Prix de Raville, Cercle Artistique de Luxembourg.
- 2020 - Ridder in de Orde van de Eikenkroon.